# Churchillplein
Pour les articles homonymes, voir Churchill.
La Churchillplein (« place Churchill ») est une place de Rotterdam aux Pays-Bas.

## Situation et accès
Elle est située à l’extrémité sud de l'avenue Coolsingel, dans l'arrondissement Rotterdam-Centre
Cette place est desservie par la station de métro Bourse.

## Origine du nom
Elle rend hommage à Winston Churchill, homme d'État et écrivain britannique.

## Historique
La place est renommée en 1945, après la Seconde Guerre mondiale, Initialement connue sous le nom de « Van Hogendorpsplein », en référence au comte Guisbert Charles van Hogendorp, homme d'État néerlandais elle est renommée « Churchillplein » en 1945.

## Bâtiments remarquables et lieux de mémoire

Churchillplein
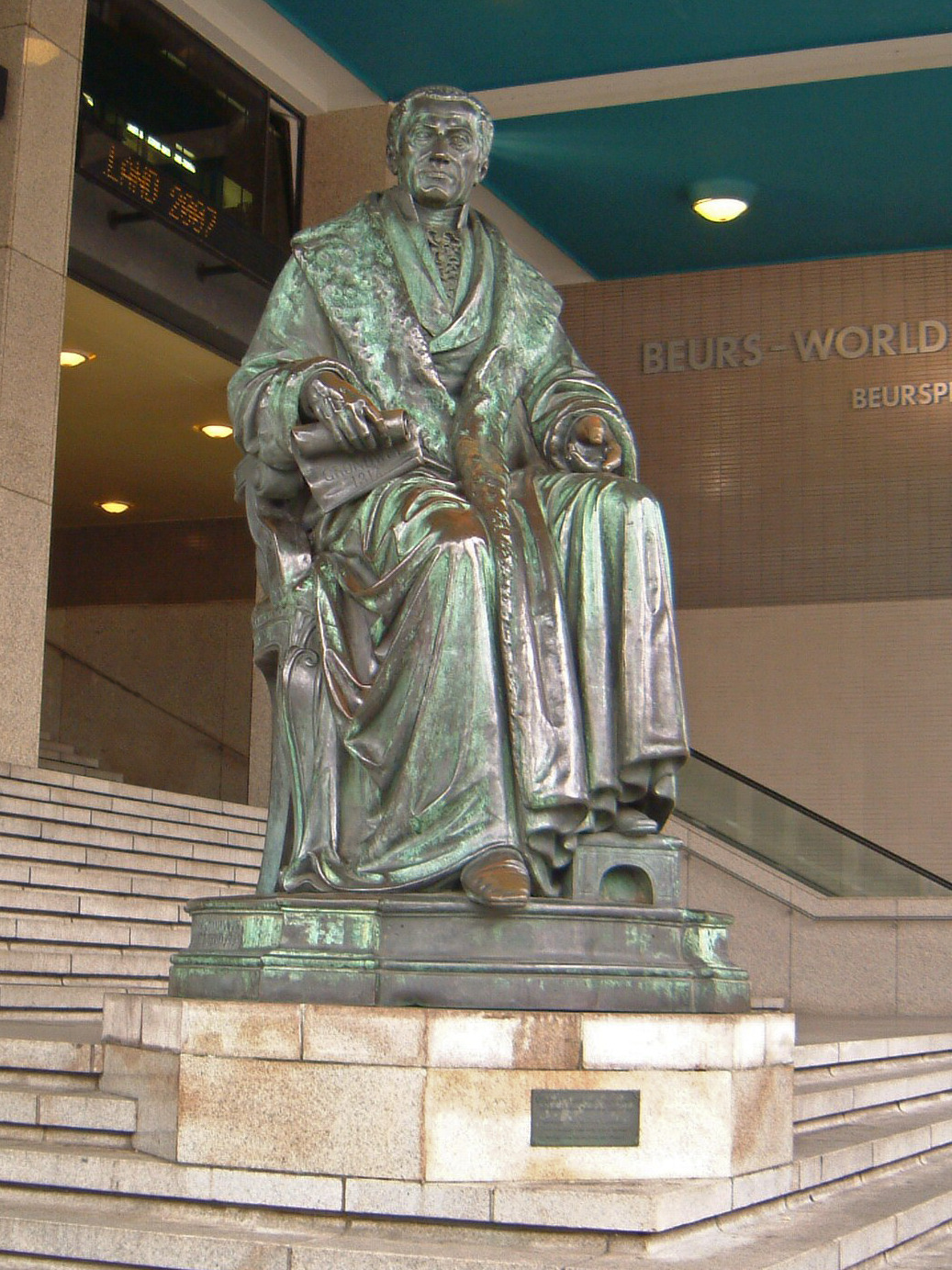
Statue de Guisbert Charles van Hogendorp
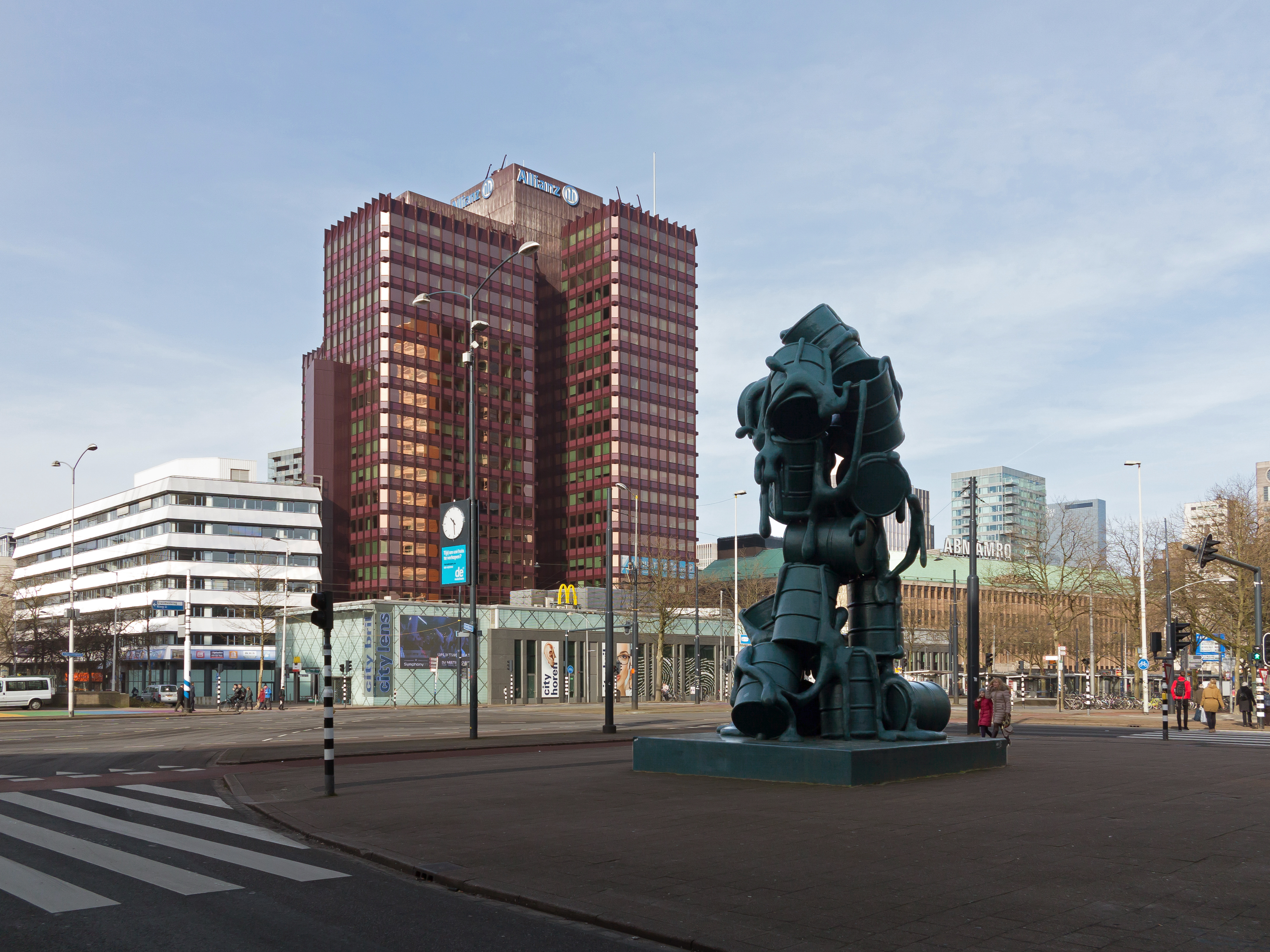
Sculpture sur la place